# Muḥāfaẓa
La muḥāfaẓa (in arabo محافظة‎?) è una divisione amministrativa di primo livello istituita in diversi Paesi arabi, solitamente traducibile come governatorato o, meno spesso, con provincia.
L'etimologia della parola ha origine nella radice trilettera araba ḥ-f-ẓ, dal significato di "guardia", da cui deriva anche la parola ḥāfiẓ. L'amministratore di una muḥāfaẓa è il muḥāfiẓ, traducibile come governatore.

## Uso in specifici Paesi
| Stato          | Suddivisione                        |
| -------------- | ----------------------------------- |
| Bahrein        | 4 governatorati                     |
| Egitto         | 27 governatorati                    |
| Giordania      | 12 governatorati                    |
| Iraq           | 19 governatorati                    |
| Kuwait         | 6 governatorati                     |
| Libia          | 10 governatorati (dal 1963 al 1983) |
| Libano         | 8 governatorati                     |
| Oman           | 11 governatorati                    |
| Palestina      | 16 governatorati                    |
| Siria          | 14 governatorati                    |
| Yemen          | 21 governatorati                    |
| Arabia Saudita | 118 governatorati                   |

Solo in Arabia Saudita il termine indica una suddivisione di secondo livello, dopo le province. Viceversa, i governatorati della Tunisia sono chiamati Wilayah in arabo.